# ویندلشام مور
ویندلشام مور (انگلیسی: Windlesham Moor) خانه‌ای در ویندلشام در شهرستان ساری است. شاهدخت الیزابت (ملکه الیزابت فعلی) و همسرش شاهزاده فیلیپ به مدت تقریباً دو سال در اواخر دهه ۱۹۴۰ در این خانه زندگی کردند.